# Digo (langue)
Pour les articles homonymes, voir Digo.
Le digo est une langue bantoue parlée par la population digo au Kenya et en Tanzanie.